# Бакауов, Булат Жумабекович
Булат Жумабекович Бакауов (каз. Болат Жұмабекұлы Бақауов; род. 27 июня 1971 года; Новокузьминка, Павлодарская область, Казахская ССР) — государственный деятель Казахстана. Аким Павлодарской области (2016—2020).

## Биография
Родился в селе Новокузьминка Железинского района Павлодарской области. Происходит из рода уак.
С 1988 по 2008 года работал в совхозе, занимался предпринимательской деятельностью.
С 2003 по 2008 года — депутат Павлодарского областного маслихата.
С 19 декабря 2008 года по 8 октября 2011 года — аким Качирского района.
С 8 октября 2011 года по 12 апреля 2014 года — аким города Аксу.
С 12 апреля 2014 года по 25 марта 2016 года — аким города Павлодар.
С 25 марта 2016 года по 21 января 2020 года — аким Павлодарской области.
Женат, воспитывает пятерых детей.

## Уголовное преследование
Вечером 15 января 2020 года в сети интернет появилась противоречивая информация о возможном задержании главы региона. 17 января был арестован сроком на два месяца с подозрением превышения власти. По сообщению пресс-службы Павлодарской области, 18 февраля 2020 года был отпущен под домашний арест. 27 мая 2020 года суд признал виновным в превышении должностных полномочий в целях снижения налогов и приговорил к ограничению свободы на срок 3,5 года с пожизненным лишением права занимать должности на государственной службе с установлением пробационного контроля и лишению государственных наград.
Но по результатам судебно-экономической экспертизы, проведённой в 2022 году, выяснилось, что сотрудники департамента государственных доходов неправильно исчислили сумму налоговых доначислений. С учётом вновь открывшихся обстоятельств в декабре 2023 года суд в Павлодаре отменил приговор бывшему акиму Павлодарской области, принёс ему официальные извинения за причинённый вред, а также вернул ему государственные награды.

## Награды
- Орден Курмет (2015)
- Медаль «Ерен еңбегі үшін» (За трудовое отличие) (2002)
- Медаль «20 лет независимости Республики Казахстан» (2011)
- Медаль «25 лет независимости Республики Казахстан» (2016)
- Нагрудный знак «За значительный вклад в развитие области» (2012)